# Spilimberc
Spilimberc (en friülà; en italià Spilimbergo) és un municipi italià de la província de Pordenone. L'any 2007 tenia 11.940 habitants. Limita amb els municipis d'Arba, Dignano (UD), Flaibano (UD), Pinzano al Tagliamento, San Daniele del Friuli (UD), San Giorgio della Richinvelda, Sequals i Vivaro.

## Administració
| Període | Identitat         | Partit      |
| ------- | ----------------- | ----------- |
| 2008-   | Renzo Francesconi | Centredreta |

## Personatges il·lustres
- Irene di Spilimbergo, poeta i pintora del Renaixement (1538-1559).
- Novella Cantarutti, escriptora friülana (1920-2009).
- Guido Alberto Fano (1875-1961), compositor i pianista.
- Nada Cristofoli (1971), ciclista.